# Ovod
Ovod (russisk: Овод) er en sovjetisk spillefilm fra 1955 af Aleksandr Fajntsimmer.

## Medvirkende
- Oleg Strizjenov som Arthur Burton / Felice Rivarez
- Marianna Strizjenova som Gemma
- Nikolaj Simonov som Montanelli
- Vladimir Etusj som Martini
- Antoni Khodurskij som Grassini